# Jan Petr Votápek z Ritterwaldu
Jan Petr Votápek z Ritterwaldu (1676–1763 Tábor) byl soudcem z města Tábor.
Jan Petr byl roku 1697 imatrikulován na Právnické fakultě Karlo-Ferdinandovy univerzity s uvedením „Bohemus, Tabor“. V roce 1710 byl zvolen radním a roku 1720 byl císařem Karlem VI jmenován soudcem města Tábor. V r. 1744 se podílel na obraně Tábora před pruským generálem von Schwerinem. Roku 1762 rezignuje na úřad soudce, který po něm přebírá jeho syn Jan Antonín. 21. listopadu 1763 byl povýšen Marií Teresií do šlechtického stavu s predikátem „z Ritterwaldu“. J. P. Votápek zanechal tři syny: Jana Antonína, Františka Antonína a Jana Eustacha. Jeho pravnuk byl František Votápek z Ritterwaldu.